# الصدر الأعظم (المغرب)
الصدر الأعظم منصب سياسي في المغرب الأقصى استحدثه آخر سلاطين بني مرين، وشهد تطورا ملحوظا في القرن التاسع عشر ميلادي، وانتهى مع نهاية الحماية الفرنسية واستقلال المغرب. يعتبر باحماد ومحمد المقري أشهر من تقلد هذا المنصب. وكان مكتبه يعرف ب «البنيقة الكبرى»، ويشرف خاصة على نشاط القضاة ونظار الأحباس ونقباء الأشراف، ومراقبة رجال السلطة المحلية من باشوات وقواد، وتحرير الظهائر والمراسيم المولوية. وكلمة مستشار، كوصف لوظيفة كبار المسؤولين داخل البلاط الملكي، لم تظهر إلا في عهد الملك الحسن الثاني، أما فيما قبل فقد كان الحاجب والصدر الأعظم يقومان بما يشبه هذا الدور.

## تاريخ
أطلق لقب «كبير الوزراء» على الوزير ابن جامع في عهد يوسف المستنصر الموحدي.
ويعتبر السلطان عبد الحق المريني أول من خلق منصب الصدر الأعظم في القرن الخامس عشر الميلادي، ووقع جدل قوي من الزوايا الدينية بعد اختياره هارون بن بطاش في هذا المنصب الحساس، لكونه يهودي، كان هارون المستشار الأول للسلطان وكبير وزرائه وهو من كبار التجار اليهود لهذا لم يتردد في تقديم مساعدات مالية للقصر ضمانا لاستمراره في منصبه، بل إن السلطان بدأ يفوض كثيرا من اختصاصاته لوزيره مما زاد في تذمر الشعب بإيعاز من الزوايا الدينية، فحصلت ثورة عارمة بعد تحريض العامة، انتهت بتصفية الوزير اليهودي ومقتل عبد الحق المريني، وبالتالي نهاية الدولة المرينية.
نفس الدور لعبه يهودي آخر يدعى جوزيف معيمران في عهد السلطان مولاي اسماعيل، حيث منح قرضا للسلطان استعان به على ترسيخ دولته وإكراما له عينه مستشارا له مسؤولا عن التعيينات في الوظائف السامية، وعن مبعوثي السلطان إلى الخارج. كما خدمه الفقيه محمد بن الحسن اليحمدي في هذا النصب لمدة أربعين سنة. 
ويعتبر أحمد بن موسى المعروف ب «با حماد» أشهر «صدر أعظم» عرفه المغرب، حيث استفرد بالقرارات لكنه كان ينسبها للسلطان العلوي المولى عبد العزيز، حتى تجد طريقها إلى التنفيذ بسرعة. وكان جده أحمد مول أتاي يشغل نفس المنصب في عهد المولى سليمان بن محمد. بالإضافة للصدر الأعظم محمد العربي قادوس الإسباني الأصل الذي كان يسير أمور البلاد كلها ودوره المحوري في علاقات المغرب الخارجية مع العثمانيين والأوروبيين في عهد محمد الثالث بن عبد الله. 
استمر منصب الصدر الأعظم حاضرا في البلاط مع بداية الحماية الفرنسية، وكان المدني الكلاوي أول من تم تعيينه، وسرعان ما خلفه محمد المقري الذي أدار شؤون البلاد في ظرفية صعبة، قبل أن يعلن ولاءه للمستعمر الفرنسي ويساهم في صياغة قرار نفي الملك محمد الخامس، حيث انقلب الصدر على السلطان رغم أنه كان وصيا على العرش بعد وفاة السطان المولى يوسف، بل إن فرنسا كانت تعتبر المقري المخاطب الأول في كل ما يتعلق بشؤون البلاد، رغم القرابة العائلية التي ربطته بالقصر فابنته رقية كانت زوجة للسلطان المولى عبد الحفيظ تم زوجة للمولى يوسف. وقد لعب المقري دورا كبيرا في تمرير الظهير البربري بفضل وصايته على السلطان. توفي محمد المقري، آخر صدر أعظم يعرفه المغرب، إثر تجريده فور الحصول على الاستقلال من حق المواطنة ومن ممتلكاته.
لعب هذا الدور «الطلائعي» وزراء ومستشارون في عهد الحسن الثاني، خاصة رضا كديرة الذي مارس تعنيفه على كثير من الوزراء بتهمة التمرد على البروتوكول، كما مارسه إدريس البصري ومولاي أحمد العلوي.

## انظر أيضّا
- العلاف الكبير
- المخزن
- جيش البخاري